# Closterus simplicicornis
Closterus simplicicornis là một loài bọ cánh cứng trong họ Cerambycidae.